# Lovenella sinuosa
Lovenella sinuosa is een hydroïdpoliep uit de familie Lovenellidae. De poliep komt uit het geslacht Lovenella. Lovenella sinuosa werd in 2009 voor het eerst wetenschappelijk beschreven door Lin, Xu, Huang & Wang. 